# ران آن
ران آن (انگلیسی: Run On; کره‌ای: 런 온) یک مجموعهٔ تلویزیونی کره جنوبی با بازی ایم شی وان، شین سه کیونگ، سویونگ و کانگ ته اوه است. این مجموعه از ۱۶ دسامبر ۲۰۲۰ تا ۴ فوریه ۲۰۲۱ از جی‌تی‌بی‌سی پخش شد و برای استریم بین‌المللی در نتفلیکس قابل دسترسی است.

## خلاصه داستان
ران آن برای ما داستان عاشقانهٔ کی سون گیوم (ایم شی وان)، دوندهٔ سابق دو سرعت که برای تبدیل شدن به یک نمایندهٔ ورزشی تلاش می‌کند و اوه می جو (شین سه کیونگ) یک مترجم را روایت می‌کند.

## بازیگران

### اصلی
- ایم شی وان در نقش کی سون گیوم[۳]
- شین سه کیونگ در نقش اوه می جو[۴]
- سویونگ درنقش سو دان آه
- کانگ ته اوه در نقش لی یونگ هوا

### مکمل

#### خانوادهٔ کی سون گیوم
- پارک یونگ گیو در نقش کی جونگ دو.[۵]
- چا هوا یون در نقش یوک جی وو.
- ریو سون یونگ در نقش کی اون بی. گلف‌باز شمارهٔ یک کره جنوبی و خواهر بزرگتر کی سون گیوم.

#### خانوادهٔ سو دان-آه
- لی هوانگ یی در نقش سو میونگ پیل
- لی شی کی در نقش سو میونگ مین
- چوی جه هیون در نقش سو ته وونگ

#### افراد زمین
- لی جونگ ها در نقش کیم وو شیک[۶]
- پارک سونگ جون در نقش کوان یونگ پیل
- پارک سانگ وون در نقش پارک گیو دوک
- نا جی هون در نقش کیم گی بوم
- سو جین وون در نقش مربی

### سایر بازیگران
- لی بونگ ریون در نقش پارک مه یی. هم‌اتاقی اوه می جو که مانند خواهر بزرگترش رفتار می‌کند.
- کیم شی اون در نقش گو یه چان
- سو اون کیونگ در نقش دونگ کیونگ
- یون جه ووک در نقش جونگ جی هیون
- به یو رام در نقش هان سوک وون
- سو جونگ یون در نقش مربی بانگ
- کیم دونگ یونگ در نقش گو یه جون

### بازیگران مهمان
- کیم وون هه در نقش پیشخدمت بار (قسمت ۸ و ۱۶)
- کیم سون هو در نقش کیم سانگ هو (قسمت ۱۶)[۷]

## تولید
تولید این مجموعه چندین بار به علت دنیاگیری کووید-۱۹ متوقف شد.

## آمار بینندگان
| فصل | فصل | شمارهٔ قسمت | شمارهٔ قسمت | شمارهٔ قسمت | شمارهٔ قسمت | شمارهٔ قسمت | شمارهٔ قسمت | شمارهٔ قسمت | شمارهٔ قسمت | شمارهٔ قسمت | شمارهٔ قسمت | شمارهٔ قسمت | شمارهٔ قسمت | شمارهٔ قسمت | شمارهٔ قسمت | شمارهٔ قسمت | شمارهٔ قسمت | میانگین |
| فصل | فصل | ۱          | ۲          | ۳          | ۴          | ۵          | ۶          | ۷          | ۸          | ۹          | ۱۰         | ۱۱         | ۱۲         | ۱۳         | ۱۴         | ۱۵         | ۱۶         | میانگین |
| --- | --- | ---------- | ---------- | ---------- | ---------- | ---------- | ---------- | ---------- | ---------- | ---------- | ---------- | ---------- | ---------- | ---------- | ---------- | ---------- | ---------- | ------- |
|     | ۱   | ن/م        | ن/م        | ن/م        | ن/م        | ۷۲۰        | ن/م        | ن/م        | ۸۶۸        | ۷۹۲        | ۷۳۱        | ۷۲۵        | ۷۹۵        | ۶۷۵        | ۷۱۸        | ۷۰۵        | ۸۰۱        | N/A     |

| قسمت | تاریخ پخش اصلی | میانگین سهم مخاطب در سراسر کشور |
| --- | -------------- | ------------------------------- |
| ۱ | ۱۶ دسامبر ۲۰۲۰ | ۲٫۱۴۵٪                          |
| ۲ | ۱۷ دسامبر ۲۰۲۰ | ۲٫۶۶۴٪                          |
| ۳ | ۲۳ دسامبر ۲۰۲۰ | ۲٫۸۰۶٪                          |
| ۴ | ۲۴ دسامبر ۲۰۲۰ | ۳٫۰۲۵٪                          |
| ۵ | ۳۰ دسامبر ۲۰۲۰ | ۲٫۷۹۴٪                          |
| ۶ | ۳۱ دسامبر ۲۰۲۰ | ۲٫۷۰۰٪                          |
| ۷ | ۶ ژانویه ۲۰۲۱  | ۲٫۷۵۳٪                          |
| ۸ | ۷ ژانویه ۲۰۲۱  | ۳٫۷۷۲٪                          |
| ۹ | ۱۳ ژانویه ۲۰۲۱ | ۳٫۱۰۹٪                          |
| ۱۰ | ۱۴ ژانویه ۲۰۲۱ | ۳٫۱۰۰٪                          |
| ۱۱ | ۲۰ ژانویه ۲۰۲۱ | ۳٫۱۰۰٪                          |
| ۱۲ | ۲۱ ژانویه ۲۰۲۱ | ۳٫۴۰۵٪                          |
| ۱۳ | ۲۷ ژانویه ۲۰۲۱ | ۲٫۷۱۶٪                          |
| ۱۴ | ۲۸ ژانویه ۲۰۲۱ | ۳٫۱۴۵٪                          |
| ۱۵ | ۳ فوریه ۲۰۲۱   | ۳٫۱۰۲٪                          |
| ۱۶ | ۴ فوریه ۲۰۲۱   | ۳٫۶۲۳٪                          |
| میانگین | میانگین        | ۲٫۹۹۸٪                          |
| - در جدول بالا، اعداد آبی کمترین رتبه را دارند و اعداد قرمز بیشترین رتبه را نشان می‌دهند. - این درام از یک کانال کابلی/پولی تلویزیون پخش می‌شود که در مقایسه با تلویزیون آزاد/پخش کننده‌های عمومی (اس‌بی‌اس، کی‌بی‌اس، ام‌بی‌سی و ئی‌بی‌اس) به‌طور معمول مخاطبان نسبتاً کمتری دارد. - N/A نشانگر این است که رتبه‌بندی مشخص نیست. |                |                                 |